# پسکوزولیدو
پسکوزولیدو (به ایتالیایی: Pescosolido) یک کومونه در ایتالیا است که در استان فروزینونه واقع شده‌است. پسکوزولیدو ۴۴٫۵ کیلومتر مربع مساحت و ۱٬۵۸۲ نفر جمعیت دارد و ۶۳۰ متر بالاتر از سطح دریا واقع شده‌است.